# Sara Jane Lippincott
Pour les articles homonymes, voir Lippincott.
Sara Jane Lippincott, née Clarke, connue sous le pseudonyme de Grace Greenwood (1823-1904), est une écrivaine américaine. Elle militait en faveur de réformes sociales et pour les droits des femmes.  

## Enfance
Sara Jane nait le 23 septembre 1823 à Pompey (New York), de Deborah Baker Clarke (1791-1881) et Dr Tahddeus C. Clarke (1770-1854). Sa famille déménage à New Brighton, en Pennsylvanie, où son père installe son cabinet médical. La jeune fille suit les cours du Greenwood Institute, qui lui inspirera son pseudonyme bien plus tard. 

## Début de carrière littéraire
Les premiers écrits de Sara Jane sont des poèmes et des histoires pour enfants, qu'elle publie dans des journaux locaux de Rochester. En 1844, à l'âge de 21 ans, elle devient nationalement reconnue, à la suite de la publication d'un poème dans le New York Mirror. Alors qu'elle contribue de plus en plus fréquemment à des journaux nationaux, elle adopte le pseudonyme de "Grace Greenwood" comme nom de plume, puis dans sa vie privée. Ces poèmes reçoivent l'attention des critiques et elle devient un membre important de la société littéraire de New York au même titre qu'Anne Lynch Botta, Edgar Allan Poe, Margaret Fuller, Ralph Waldo Emerson, parmi d'autres.   
En octobre 1849, elle est rédactrice assistante au Godey's Lady's Book et rédactrice au Godey's Dollar Newspaper. Elle publie Poems en 1851, un recueil de poèmes passionnés incluant des références à son amie proche Anna Philips. Louis A. Godey, qui veut conserver une ligne éditorial neutre, la licencie après la publication d'un tract anti-esclavage dans le National Era. Elle continue à écrire pour le National Era et le Saturday Evening Post. En 1850, elle publie Greenwood Leaves, un recueil de ses articles qui rencontre un succès populaire.  

## Militante et pionnière
Grace est une abolitionniste convaincue. Elle milite également pour la réforme des prisons, contre la peine de mort et pour les droits des femmes et des populations natives américaines. Elle voyage en Europe en 1852 et devient la première femme reporter à travailler pour le New York Times. 
Le 17 octobre 1853, elle épouse Leander K. Lippincott. Ils ont une fille, Annie Grace, le 3 octobre 1855. L'année de son mariage, elle fonde avec son époux The Little Pilgrim, le premier magazine pour enfants des États-Unis, qui publie entre autres des nouvelles de Rebecca Sophia Clarke. La Guerre de Sécession aura raison de son succès.   
Pendant la guerre, Grace vend ses écrits en faveur de la US Sanitary Commission et donne des conférences à des organisations patriotiques et aux troupes, ce qui lui vaudra le titre de "Grace Greenwood La Patriote" de la part du Président Lincoln. Durant les années 1870, elle travaille à nouveau pour le New York Times. Elle écrit alors sur l'Ouest américain, la Yosémite Valley  ou l'environnementaliste John Muir. Les droits des femmes deviennent une de ses causes majeures et le sujet de nombreuses conférences. Ses articles défendent le droit de Fanny Kemble à porter des pantalons, celui de Susan B. Anthony de voter et celui de toutes les femmes à toucher un salaire égal, à travail égal.

## Séparation et décès
Mais son mari enchaîne les affaires extra-maritales et fuit le pays en 1876 après avoir été condamné pour détournement de fonds publics. Grace déménage alors à Londres avec sa fille. Elle est employée au London Journal et publie Victoria, Reine d'Angleterre en 1883. En 1887, elle retourne aux États-Unis et continue à travailler jusqu'en 1900.   
Elle s'installe ensuite à New Rochelle auprès de sa fille où elle meurt d'une bronchite, le 20 avril 1904, à l'âge de 80 ans. Le New York Times publie sa nécrologie en première page "démontrant son importance en tant que figure littéraire du XIXe siècle". 
Elle est enterrée au Grove Cemetery à New Brighton. 

## Publications
- Greenwood Leaves (1850)
- History of my Pets (1851)
- Poems (1851)

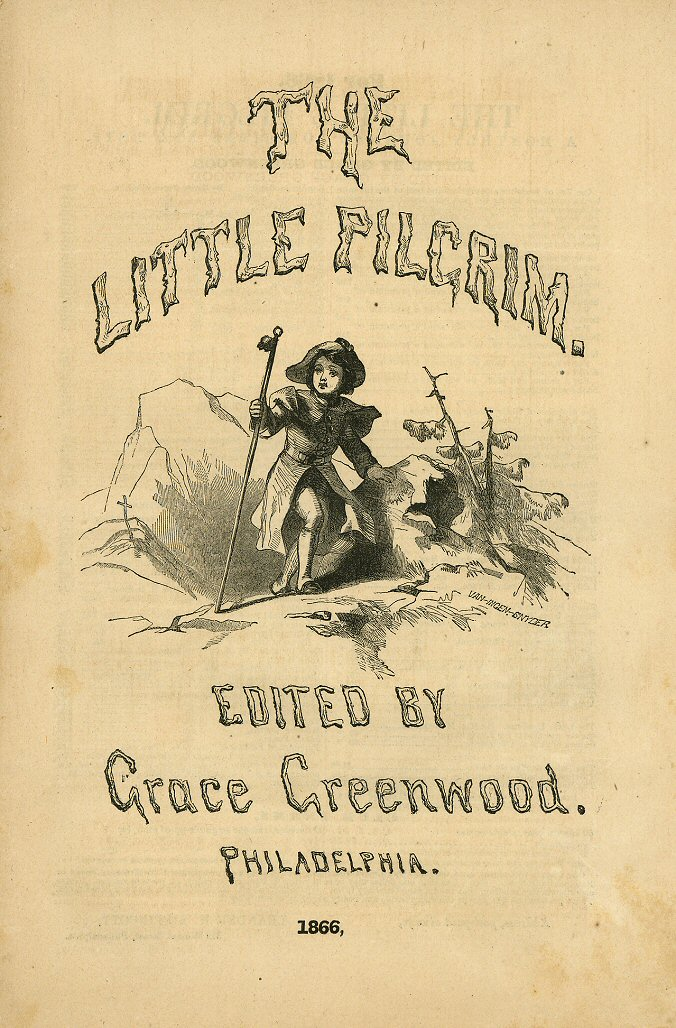
The Little Pilgrim

- Recollections of my Childhood, and other stories (1852)
- Haps and Mishaps of a Tour in Europe (1854)
- Merrie England (1855)
- Forest Tragedy, and other tales (1856)
- Stories and Legends of Travel and History (1857)
- Stories from Famous Ballads (1860)
- Bonnie Scotland (1861)
- Records of Five Years (1867)
- Stories and Sights of France and Italy (1867)
- Stories of Many Lands (1867)
- Summer Etchings in Colorado (1873)
- New Life in New Lands (1873)
- Heads and Tails: studies and stories of pets (1875)
- Emma Abbott, prima donna (1878)
- Queen Victoria, her girlhood and womanhood (1883)
- Stories for Home-folks, young and old (1884)
- Stories and Sketches (1892) (with Rossiter W. Raymond)
- Treasures from Fairyland (1879)